# Mont Saint-Bernard (navire)
Le Mont Saint-Bernard est un vaisseau de 74 canons de la classe Téméraire en service dans la Marine impériale française puis la Marine autrichienne au début du XIXe siècle.

## Conception et construction
Le Mont Saint-Bernard est l'un des nombreux vaisseaux de 74 canons de la classe Téméraire.
Sa construction est ordonnée en avril 1807, en même temps que celles du Rivoli et du Castiglione. Ces trois vaisseaux sont construits dans l'arsenal de Venise récemment pris en main par les Français et incorporé au royaume d'Italie pour le compte de la marine impériale française.
Après trois années d'une construction sans histoires mais assez lente, le Mont Saint-Bernard est prêt à être lancé,. Le 7 juin 1811, le Mont Saint-Bernard est sorti de l'arsenal et armé, puis passe dans la rade de Malamocco.
La sortie du port des vaisseaux de 74 canons, au tirant d'eau trop important pour la lagune de Venise, était un problème. L'ingénieur Mathurin François Boucher, à partir de l'invention du hollandais Bakker, a été résolu par l'utilisation de chameaux. Le Rivoli l'a testé avec succès en 1811.
Le 20 février 1812, l'opération de levage du vaisseau commence, sous les ordres de Jean Tupinier. Le Mont Saint-Bernard franchit sans encombre la barre de sable.

## Service actif

### Marine impériale française
Le Mont Saint-Bernard participe à la défense de Venise lors de son blocus par les Britanniques en novembre 1813. Le 20 avril 1814, après l'abdication de Napoléon 1er à la fin de la guerre de la Sixième Coalition, le vice-roi d'Italie, Eugène de Beauharnais, fait cesser les hostilités le 20 avril 1814. Il livre alors Venise aux Autrichiens, ainsi que les navires de guerre, dont le Mont Saint-Bernard.

### Marine autrichienne
Les autorités autrichiennes ayant trop de navires pour leurs besoins maritimes, ils tentent de vendre les grosses unités à plusieurs pays, sans succès. Le 14 septembre 1814, un incendie accidentel à l'arsenal de Venise détruit deux des quatre vaisseaux de ligne.